# Refrigerantes e Canções de Amor
Refrigerantes e Canções de Amor (portugiesisch für: Limonaden und Liebeslieder) ist ein portugiesischer Film aus dem Jahr 2016 des portugiesischen Regisseurs Luís Galvão Teles. Der Film verbindet Musikkomödie und Romantikkomödie, auch Elemente aus Popkultur, Comedy und Erotik sind zu finden, teils ironisch gebrochen.

## Handlung
Das äußerst populäre Musiker-Duo Lucas & Pedro trennt sich nach 15 erfolgreichen Jahren auf dem Höhepunkt der Karriere. Ihre Freundschaft wird danach jedoch auf harte Proben gestellt: während Lucas nach einem erfolglosen Solo-Album gut bezahlte Werbemusik komponiert, steht Pedro auch als erfolgreicher Solokünstler wieder im Rampenlicht der Öffentlichkeit. Und dann geht Lucas’ Beziehung zu Carla, die Managerin des Duos war, in die Brüche, da diese sich für Pedro entscheidet, mit dem sie bereits lange ein Verhältnis hat. An einem emotionalen Tiefpunkt angelangt, lässt Lucas sich zunehmend gehen und gefährdet nun auch seine Aufträge als Werbekomponist.
Der bekannte Musiker Jorge Palma beginnt, Lucas in Wahnvorstellungen zu erscheinen und Ratschläge zu geben. In dem Supermarkt, in dem Lucas üblicherweise einkauft, legt der Sohn des Besitzers als DJ Hintergrundmusik auf und gibt immer häufiger auch Lucas Ratschläge, etwa über das Studieren der Einkaufswagen geeignete Frauen für kurze Abenteuer oder neue Beziehungen zu finden. Dabei macht Lucas die Bekanntschaft eines rosafarbenen Dinosauriers, der im Supermarkt für Limonaden wirbt, für die Lucas erfolgreiche Werbelieder schuf. Der Dinosaurier stellt sich als junge Frau heraus, die das Kostüm nur ungesehen verlässt, da ihr Ex-Freund sie beim Liebesspiel heimlich filmte und die Aufnahmen auf Pornoseiten landeten und so bis zu ihrem Vater vordrangen, so dass sie sich in der Öffentlichkeit nicht mehr zeigen möchte. Lucas und der Dinosaurier kommen sich näher und gehen auch aus, jedoch sieht er sie weiterhin niemals ohne dem rosa Dinosaurierkostüm. Er verliebt sich auch trotz aufkommender Differenzen in sie und findet über die verzweifelte Suche nach ihr, als plötzlich jemand anderes im Kostüm im Supermarkt steckt, auch zurück zu sich.
Währenddessen langweilt Pedro sein unverändert anhaltender Erfolg inzwischen und er stellt Überlegungen an, mit einem fingierten Tod die öffentliche Zuneigung und damit auch seine Verkaufszahlen
zu steigern. Carla ist entsetzt und entfremdet sich langsam von Pedro, der sich in ihren Augen zunehmend zum Nachteil verändert. Schließlich beauftragt Pedro heimlich den Auftragskiller Navalhas, einen Anschlag auf ihn bei einem öffentlichen Auftritt zu verüben, der ihn aber nur ins Koma, nicht aber ins Jenseits bringen soll.
Am Ende laufen die Wege aller Figuren am Supermarkt zusammen, und der Film endet in einer Musical-ähnlichen Szene.

## Rezeption
Der Film ist als lockere Romantik- und Musikkomödie für ein breites Publikum angelegt. Der populäre Comedian (u. a. Os-Contemporâneos-Autor und Darsteller) und Fernseh- und Radiomoderator Nuno Markl schrieb das Drehbuch, sein vielbeachtetes Debüt als Drehbuchautor. Auch die Qualität der Filmsongs und die beteiligten renommierten Musiker und populären Schauspieler und die farbenfrohe Filmatmosphäre und dessen zeitgemäß flotte und humorvolle, heiter-romantische Inszenierung weckten Erwartungen an Besucherzahlen, die sich danach nicht vollständig erfüllten. Dabei konnte auch der populäre brasilianische Comedian Gregório Duvivier (bekannt aus Porta dos Fundos u.v.m.) als schräge Geek-Bekanntschaft im Supermarkt, die überzeugend komische Nebenrolle des bekannten Musikers Sérgio Godinho als Auftragskiller, oder ein Gastauftritt des populären Sängers David Carreira den Film nicht zu einem Blockbuster des portugiesischen Kinos machen, gleichwohl er auch kein gänzlicher Flop war (vierter Platz im Zuschauerranking einheimischer Filmstarts 2016).
Der Film kam am 25. August 2016 in die portugiesischen Kinos und wurde einige Monate später als DVD bei NOS Audiovisuais veröffentlicht.
Bei der Kritik stieß der Film, trotz seiner Publikumsorientierung und seiner für portugiesische Filme ungewöhnlichen Ausrichtung ausschließlich auf das Inland, auch auf Wohlwollen. Der Film lief auf einigen Portugiesischen Filmfestivals und konnte dort auch einige Auszeichnungen verbuchen, darunter bei den renommierten Caminhos do Cinema Português die Preise für die beste Filmmusik und die beste Künstlerische Leitung und zudem den Publikumspreis.